# Marta Holm
Marta Holm Peschcke-Køedt (født 14. april 1994 i København) er en dansk skuespiller. Hun spillede den blinde pige Edith, som er en af hovedpersonerne i Rune Schjøtts film Skyskraber fra 2011. Hun fik sin debut som skuespiller i 2008 i Jesper Waldvogel Rasmussens prisbelønnede kortfilm Ses.
Marta Holm spiller Rebekka Glad i Ludvig & Julemanden, TV 2's julekalender i 2011.

## Filmografi
- Ses – Kortfilm (2008)
- Skyskraber (2011)
- Hemmeligheden (2012)
- Danmark (2017)

### Tv-serier
- Ludvig & Julemanden, TV2's julekalender 2011
- Hemmeligheden  (Donna/Monica) 2012.

## Music Videos
- Rhye- Open (2013)
- Julias Moon- Palace (2014)